# Emilio Visconti Venosta
El marquès Emilio Visconti Venosta (Milà, 22 de gener de 1829 – Roma, 28 de novembre de 1914) fou un diplomàtic i polític italià, en repetides ocasions diputat i senador del Regne d'Itàlia en la 16a legislatura. Fou ministre d'afers estrangers en diverses ocasions, entre el 1863 i el 1901. El 1901 fou nomenat Cavaller de l'Orde Suprem de la Santíssima Anunciació, de l'Orde de la Corona d'Itàlia i de l'Orde de Sant Maurici i Sant Llàtzer.